# 이정일 (1946년)
이정일(1946년 6월 21일 ~ )은 대한민국의 정치인이다. 제17·18대 광주 서구청장을 역임했다.

## 학력
- 비아동국민학교 (졸업)
- 광주서중학교 (졸업)
- 광주제일고등학교 (졸업)
- 전남대학교 (법학 / 학사)
- 전남대학교 (행정학 / 석사 · 박사)

## 경력
- 1995.07 ~ 1998.06 제17대 광주광역시 서구청장
- 1998.07 ~ 2002.04 제18대 광주광역시 서구청장

## 역대 선거 결과
|  | 82.43% |

|  | 100.00% |

|  | 8.40% |